# Языковые патрули в Казахстане
Языковые патрули в Казахстане — серия акций казахских националистов, прошедшая в 2021 году, на предмет выявления уровня знания казахского языка в общественных, торговых и государственных учреждениях.

## История
В марте 2021 года YouTube-канала «Til Maydani онлайн партиясы»(каз. онлайн партия Языковой Фронт) Ахметов Куат Толканбекович опубликовал серию видео с акциями, где он в провокационной форме проверял уровень использования казахского языка в ресторанах, банках, аптеках, больницах и госорганах Казахстана. По словам Ахметова, задача состояла в проверки соблюдения жителями Казахстана закона о языках, согласно которому приобретатели услуг имеют получать их как на казахском, так и на русском языке. Себя Ахметов сравнивал с активистами СтопХама в России.
20 августа Министерство внутренних дел Казахстана начало проверку жалоб, поданных на видеоролики. Самого Ахметова задержали от оштрафовали на 145 850 тенге (340 долларов) за участие в незарегистрированной организации. Вскоре стало также известно, что казахстанская полиция завела на Ахметова уголовное дело статье по разжигании национальной розни. После начала следствия Куат Ахметов эмигрировал из Казахстана.
20 января 2023 года уголовное дело против Куата Ахметова было прекращено за отсутствием состава правонарушения.

## Реакции

### В Казахстане
В программе «Открытый диалог — 2.0» на телеканале «Хабар» заместитель руководителя Администрации президента Даурен Абаев назвал языковые патрули «недопустимым и возмутительным» проявлением «пещерного национализма». В ходе XXXI сессии Ассамблеи народа Казахстана президент Казахстана назвал языковые патрули профессиональной провокацией неких спецслужб.

### В России
Леонид Калашников предложил начать новую программу репатриации соотечественников «для защиты населения», чтобы русские в Казахстане смогли легко переехать.
Министерство внутренних дел России запретило въезд Куату Ахметову на 50 лет